# Běhařovice
Běhařovice là một chợ huyện thuộc huyện Znojmo, vùng Jihomoravský, Cộng hòa Séc.